# ريزموندو
بلدية ريزموندو (بالإسبانية: Rezmondo)‏, هي إحدى بلديات مقاطعة برغش, التي تقع في منطقة قشتالة وليون, والتي تقع في شمال غرب إسبانيا.
يبلغ عدد سكانها 26 نسمة وفقاً لإحصائية سنة (2002).